# Barracons milícies (Darnius)
Els Barracons milícies és una obra de Darnius (Alt Empordà) inclosa a l'Inventari del Patrimoni Arquitectònic de Catalunya.

## Descripció
Edificis aïllats situats a la sortida del poble. És un conjunt de diversos edificis que tenien diferents funcions: oficines, pavelló per a oficials, barracons etc. Els que es conserven en més bon estat són els barracons. Es tracta d'edificis de planta rectangular, d'una sola planta, fets de maó i arrebossats de ciment, i amb coberta a una vessant arronida. La coberta no s'ha conservat, però sí la resta de la construcció a on podem apreciar una obertura per la porta i dues finestres quadrades a cadascun dels edificis.